# Lijst van voetbalinterlands Bulgarije - Noord-Ierland
Deze lijst van voetbalinterlands is een overzicht van alle officiële voetbalwedstrijden tussen de nationale teams van Bulgarije en Noord-Ierland. De landen speelden tot op heden elf keer tegen elkaar. De eerste ontmoeting, een kwalificatiewedstrijd voor het Wereldkampioenschap voetbal 1974, werd gespeeld in Sofia op 18 oktober 1972. Het laatste duel, een groepswedstrijd tijdens de UEFA Nations League 2024/25, vond plaats op 15 oktober 2024 in Belfast.

## Wedstrijden
| №  | Plaats    | Datum             | Competitie                  | Wedstrijd                 | Uitslag |
| -- | --------- | ----------------- | --------------------------- | ------------------------- | ------- |
| 1  | Sofia     | 18 oktober 1972   | WK 1974 kwalificatie        | Bulgarije – Noord-Ierland | 3 – 0   |
| 2  | Sheffield | 26 september 1973 | WK 1974 kwalificatie        | Noord-Ierland – Bulgarije | 0 – 0   |
| 3  | Sofia     | 29 november 1978  | EK 1980 kwalificatie        | Bulgarije – Noord-Ierland | 0 – 2   |
| 4  | Belfast   | 2 mei 1979        | EK 1980 kwalificatie        | Noord-Ierland – Bulgarije | 2 – 0   |
| 5  | Sofia     | 28 maart 2001     | WK 2002 kwalificatie        | Bulgarije – Noord-Ierland | 4 – 3   |
| 6  | Belfast   | 2 juni 2001       | WK 2002 kwalificatie        | Noord-Ierland – Bulgarije | 0 – 1   |
| 7  | Belfast   | 6 februari 2008   | Vriendschappelijk           | Noord-Ierland – Bulgarije | 0 – 1   |
| 8  | Belfast   | 31 maart 2021     | WK 2022 kwalificatie        | Noord-Ierland – Bulgarije | 0 – 0   |
| 9  | Sofia     | 12 oktober 2021   | WK 2022 kwalificatie        | Bulgarije − Noord-Ierland | 2 − 1   |
| 10 | Plovdiv   | 8 september 2024  | UEFA Nations League 2024/25 | Bulgarije − Noord-Ierland | 1 – 0   |
| 11 | Belfast   | 15 oktober 2024   | UEFA Nations League 2024/25 | Noord-Ierland − Bulgarije | 5 – 0   |

## Samenvatting
| Competitie          | Totaal gespeeld | Winst Bulgarije | Gelijk | Winst Noord-Ierland | Doelsaldo Bulgarije – Noord-Ierland |
| ------------------- | --------------- | --------------- | ------ | ------------------- | ----------------------------------- |
| WK-kwalificatie     | 6               | 4               | 2      | 0                   | 10 − 4                              |
| EK-kwalificatie     | 2               | 0               | 0      | 2                   | 0 − 4                               |
| UEFA Nations League | 2               | 1               | 0      | 1                   | 1 − 5                               |
| Vriendschappelijk   | 1               | 1               | 0      | 0                   | 1 − 0                               |
| Totaal              | 11              | 6               | 2      | 3                   | 12 − 13                             |

Wedstrijden bepaald door strafschoppen worden, in lijn met de FIFA, als een gelijkspel gerekend.